# جاي هوتون
جاي هوتون (بالإنجليزية: Jay Houghton)‏ هو سياسي أمريكي، ولد في 27 أكتوبر 1966 في كانساس سيتي في الولايات المتحدة. حزبياً، نشط في الحزب الجمهوري. وقد انتخب عضو مجلس نواب ولاية ميسوري.